# Psyllotoxoides albomaculata
Psyllotoxoides albomaculata – gatunek chrząszcza z rodziny kózkowatych i podrodziny zgrzypikowych. Jedyny przedstawiciel rodzaju Psyllotoxoides.

## Zasięg występowania
Gatunek ten występuje w Ameryce Południowej, notowany w Gujanie Francuskiej i północnej Brazylii (stan Amazonas).